# 卡米拉·加富尔贾诺娃
卡米拉·加富尔贾诺娃（俄語：Камилла Юсуфовна Гафурзянова；1988年5月18日—）是俄罗斯女子击剑运动员。在2012年夏季奥运会上，她参加了女子花剑比赛，但在第三轮中以 7-15 被最终银牌得主阿里安娜·埃里戈（Arianna Errigo）击败。她是俄罗斯队的一员，在团体花剑比赛中获得银牌。在2012年，她还获得了欧洲锦标赛女子花剑银牌。
她荣获一等“祖国功绩”勋章。